# Hyleas Fountain
Hyleas Fountain (ur. 14 stycznia 1981 w Columbus) – amerykańska siedmioboistka, wicemistrzyni olimpijska z Pekinu.
Olimpijskie zawody w Pekinie Hyleas Fountain ukończyła na trzecim miejscu, jednak kilka dni później okazało się, iż zdobywczyni drugiego miejsca Ukrainka Ludmyła Błonśka startowała korzystając z niedozwolonego dopingu została zdyskwalifikowana. Wobec tego zdarzenia Amerykanka zdobyła srebrny medal.

## Sukcesy
| Rok  | Rodzaj zawodów       | Miasto | Konkurencja | Miejsce | Czas     |
| ---- | -------------------- | ------ | ----------- | ------- | -------- |
| 2008 | Igrzyska olimpijskie | Pekin  | Siedmiobój  | 2.      | 6619 pkt |
| 2008 | DécaNation           | Paryż  | Skok w dal  | 1.      | 6,42 m   |
| 2009 | DécaNation           | Paryż  | Skok w dal  | 1.      | 6,80 m   |

## Rekordy życiowe
- Pięciobój – 4753 pkt. (2010) wynik ten był do 2014 roku rekordem Ameryki Północnej
- Siedmiobój – 6735 pkt. (2010)
- skok w dal – 6,89 (2009 & 2010)